# Klaus-Gundelach-Fonds
Der Klaus-Gundelach-Fonds e.V. ist der Förderverein der Deutschen Waldjugend. Der Verein wurde 1994 auf der Burg Ludwigstein gegründet. Er ist nach dem Naturschützer und Gründer der Deutschen Waldjugend Klaus Gundelach (1905–1989) benannt. 

## Konzeption
Die Gründung des Klaus-Gundelach-Fonds erfolgte, da in zunehmendem Maß die Naturschutz-Arbeit der Deutschen Waldjugend durch geringer werdende öffentliche Zuschüsse beeinträchtigt wurde.

Der Klaus-Gundelach-Fonds hat sich daher die Aufgabe gestellt 
- Aktivitäten der Deutschen Waldjugend zu unterstützen
- Maßnahmen für die Deutsche Waldjugend zu organisieren und durchzuführen
- natürliche und juristische Personen des öffentlichen Lebens zur Unterstützung der Deutschen Waldjugend zu gewinnen
- Schrifttum und andere Arbeitsmaterialien herauszugeben, anzuschaffen und bereitzustellen.[1]

Der Klaus-Gundelach-Fonds soll nach dem Willen der Gründer die ihm zur Verfügung stehenden Mittel für die Unterstützung der Arbeit der Deutschen Waldjugend einsetzen. 
Der Verein ist als gemeinnützig anerkannt.

## Stiftung
Der Liedermacher Erik Martin (Mac) übertrug anlässlich seines 75. Geburtstages die Nutzungsrechte über seine Lieder an den Förderverein der Deutschen Waldjugend. Die Nutzungsrechte liegen nun beim Klaus-Gundelach-Fonds und werden von diesem wahrgenommen.

## Förderbeispiele
- 1995: Konzeption, Erstellung und Vertrieb der Umweltspiele „Baum-Memory“ und „Säugetier-Memory“
- 1998: Herausgabe des naturkundlichen Buches: Fledermäuse – kennen, bestimmen, schützen
- 1998: Produktion einer CD mit irischen Liedern des Waldjugend-Singekreises „Cassiopeia“
- 2004: Errichtung der Sanitäranlagen der Waldjugendhütte Kleve
- 2005: Einrichtung der neuen Küche im neuen Landeszentrum des Landesverbandes Nord[3]